# Order Annuncjaty
Order Najwyższy Świętego Zwiastowania (wł. Ordine Supremo della Santissima Annunziata), zwany także Order Zwiastowania oraz Order Annuncjaty – został ustanowiony w 1362 przez Amadeusza VI, hrabiego Sabaudii pod nazwą Zakon Łańcucha jako religijny zakon rycerski. Obecnie jest najwyższym honorowym orderem rycerskim włoskiego królewskiego Domu Sabaudzkiego. Jest poświęcony Najświętszej Marii Pannie.

## Historia

Herb dynastii sabaudzkiej
z łańcuchem Orderu Annuncjaty

Według niektórych historyków, zakon ten został ufundowany jako wotum wdzięczności za zwycięską bitwę hrabiego Amadeusza V Sabaudzkiego o Rodos w 1310. Z początku zakon miał ograniczoną liczbę rycerzy do 15, później 20.
Statut gwarantujący temu zgromadzeniu militarny charakter nadał 30 maja 1409 pierwszy książę (diuk) Sabaudii i Piemontu, pustelnik i antypapież Amadeusz VIII, zmienił je w 1434. W 1518 statuty zakonu zostały zmienione przez księcia Karola III Sabaudzkiego. Zakon otrzymał wtedy obecną nazwę, a na oznace orderowej umieszczono wyobrażenia Zwiastowania NMP oraz Archanioła Gabriela.
W 1868 zakon został przeorganizowany w formę państwowego zgromadzenia rycerskiego, którego członkostwo nadawano za zasługi dla władców Sardynii, będącej w posiadaniu dynastii sabaudzka od 1720. Członkostwo ograniczono wówczas do 55 osób, później zniesiono ograniczenia, przy czym rycerzy ponad liczbę 20 nazywano „nadliczbowymi”. W 1860 królowie Sardynii uzyskali tron włoski, od tego czasu do 1946 Annuncjata była jednoklasowym oficjalnym orderem państwowym Królestwa Włoch, który spośród Polaków posiadali m.in. Agenor Gołuchowski, Antoni Radziwiłł, Ignacy Mościcki i Edward Śmigły-Rydz. Nadawano go zarówno za zasługi cywilne, jak i wojskowe, po 1870 także niekatolickim monarchom i głowom państw. Po upadku monarchii w 1946 został przeorganizowany na powrót w postać rycerskiego zgromadzenia orderowego.
Zakon istnieje do dziś w formie religijnego zgromadzenia kawalerów orderu domowego dynastii sabaudzkiej, a jego wielkim mistrzem jest obecny tytularny król Włoch Wiktor Emanuel (IV), książę Sabaudii, Neapolu i Wenecji.
Rycerzem (kawalerem) tego orderu rycerskiego może zostać tylko osoba wyznania katolickiego, która wcześniej została przyjęta do Zakonu świętych Maurycego i Łazarza. Order ten (podobnie jak Zakon maltański) składa się z kawalerów świeckich i kapelanów duchownych, wszystkich składających odpowiednie śluby. Oznaką przynależności do Najwyższego Zakonu Zwiastowania jest otrzymanie w czasie kościelnej inwestytury patentu rycerskiego, płaszcza rycerskiego, miecza oraz insygniów orderowych.

## Insygnia
Odznaczenie to nie występuje w postaci wielkiej wstęgi i jest noszone wyłącznie na złotym łańcuchu orderowym, który występuje w dwóch odmianach: Wielki i Mały. Składa się z 14 członów: tzw. węzłów miłości (sabaudzkich), splecionych liter „FERT” i medalionów z białą na przemian z czerwoną różą, na których zawieszony jest owalny medalion z przedstawieniem sceny Zwiastowania: archanioła Gabriela i NMP, nad którymi unosi się Duch Święty, otoczonych splecionymi literami „FERT”. Wielki łańcuch noszony na ramionach zakłada się 25 marca, w dzień święta Orderu, na Nowy Rok, lub w dni wyznaczone przez wielkiego mistrza, przy innych okazjach, do stroju wieczorowego czy munduru, noszony jest na szyi mały łańcuch. Wprowadzona dopiero w 1680 złota haftowana gwiazda orderowa nosiła początkowo w swym środkowym medalionie litery: F.E.R.T. otoczone promieniami w kształcie płomieni, a później medalion oznaki orderowej
Na gwieździe i oznace orderowej widnieją litery: F.E.R.T., co miało znaczyć FORTITUDO EIUS RHODUM TULIT (pol. za bohaterstwo w odbiciu Rodos). Według niektórych historyków inicjały te mogą jednak znaczyć także: FOEDERE ET RELIGIONE TENUMUR (pol. Naszą siłą pakta i religia). Litery „FERT” pojawiły się już w 1233 na nagrobku hrabiego Tomasza I Sabaudzkiego – na obroży psa, który spoczywa u stóp pana – a więc hipoteza Rodosu jest raczej wykluczona.
Oficjałowie zakonu – Kanclerz, Sekretarz, Jałmużnik i Skarbnik – nosili oznakę orderową na szyi na jasnoniebieskiej wstędze.
Zamiast pełnych oznak orderowych (oznaka na łańcuchu i gwiazda) można nosić miniaturkę orderową na ciemnoczerwonej wstążce, albo ciemnoczerwoną baretkę ze złotą miniaturą odznaki pośrodku, lub ciemnoczerwoną rozetkę z miniaturą odznaki wewnątrz.

## Odznaczeni

### Lista odznaczonych (stan na rok 1985)
Według International Commission for Orders of Chivalry
- Wiktor Emanuel Sabaudzki, wielki mistrz orderu, włoski książę
- Akihito, japoński cesarz
- Otto Habsburg, austriacki arcyksiążę (†)
- Robert Habsburg, austriacki arcyksiążę
- Maurycy Heski, niemiecki książę (†)
- Andrew Bertie, wielki mistrz zakonu maltańskiego (†)
- Jan Karol I Burbon, hiszpański król
- Ferdynand Burbon, sycylijski książę (†)
- Symeon II Koburg, b. bułgarski król
- Agostino Casaroli, włoski kardynał (†)
- Pellegrino Chigi, włoski dyplomata (†)
- Konstantyn II Glücksburg, b. grecki król
- Aleksander Karadziordziewić, jugosłowiański książę
- Falcone Lucifero, włoski markiz (†)
- Jan Nassau, luksemburski wielki książę (†)
- Ettore Paratore, włoski profesor (†)
- Michał Hohenzollern-Sigmaringen, b. rumuński król (†)
- Amadeusz Sabaudzki-Aosta, włoski książę (†)
- Emanuel Filibert Sabaudzki, włoski książę
- Eugeniusz Sabaudzki-Genua, włoski książę
- Alfredo Solaro del Borgo, włoski markiz
- Karol Maria Wirtemberski, niemiecki książę
- Giovanni Greuther, włoski książę